# Szelewo
Szelewo [pronunciación en polaco: /ʂɛˈlɛvɔ/] (en alemán: Schelow) es un pueblo ubicado en el distrito administrativo de Gmina Główczyce, dentro del condado de Słupsk, Voivodato de Pomerania, en el norte de Polonia. Se encuentra a unos 8 kilómetros al sureste de Główczyce, a 31 kilómetros al noreste de Słupsk, y a 80 kilómetros al oeste de la capital regional Gdańsk.
El pueblo tiene una población de 55 habitantes.